# سد پی‌پشت
 سد پی پشت  (قشم)، بقعهٔ مبرکه‌ای واقع در بخش شهاب از توابع شهرستان قشم و از نقاط دیدنی استان هرمزگان در جنوب ایران است.
«سد تاریخی پی پشت» واقع در شهر قشم یکی از سدهای دیدنی و آبگیرهای
باستانی استان هرمزکان است. تأسیسات تقسیم آب این سد حداقل از دوره ساسانی است . از دیکر آبگیر دیدنی جزیره قشم سد گوران است. 
کارشناس میراث فرهنگی تاکید دارند که پی اولیه سد از دوره بالا وتاج سد از دوره ساسانی است. از قسمت سدهای هخامنشی می‌توان سدها و جمله آبگیرهای مهم شهر قشم: سد «سلماب خالصی»، و سد «سیماب» و سد «توریان» می‌توان نام برد.

## منبع
- زنده دل، دستیاران، حسن. (مجموعه کتابهای راهنمای جامع ایرانگردی استان هرمزکان)  ج۱. چاپ وانتشار سال ۱۹۹۸ میلادی.